# Parallelia plutonia
Parallelia plutonia är en fjärilsart som beskrevs av Holland 1894. Parallelia plutonia ingår i släktet Parallelia och familjen nattflyn. Inga underarter finns listade i Catalogue of Life.